# Willow Shields
Willow Shields, född 1 juni 2000 i Albuquerque, New Mexico, USA, är en amerikansk skådespelare. Hon är mest känd för rollen som Primrose Everdeen i The Hunger Games. 

## Filmografi (i urval)

### FILM
- Las Vegas New Mexico 1875
- Beyond the Blackboard
- The Hunger Games
- R.L. Stine's The Haunting Hour
- The Hunger Games: Catching Fire
- The Wonder
- The Hunger Games: Mockingjay – Part 1
- The Hunger Games: Mockingjay – Part 2
- A Fall from Grace

### TV
| År   | Titel                  | Roll                  | Anmärkning |
| ---- | ---------------------- | --------------------- | ---------- |
| 2009 | In Plain Sight         | Lisa Rogan/Lisa Royal | 1 avsnitt  |
| 2015 | Dancing with the Stars | Sig själv             | Säsong 20  |